# Картабыз
Картабыз — горько-солёное бессточное озеро в Октябрьском районе Челябинской области.
Расположено в центральной части Октябрьского района, в междуречье рек Уй и Миасс.
Площадь озера — 20,9 км². Площадь водосбора 214 км2. Длина 5,2 км, максимальная ширина 4,8 км, урез воды на абсолютной отметке 180,6 м. Средняя глубина 4-5 м. Вода солёная, хлоридно-натриевого состава с общей минерализацей 8,4 г/л. Из-за неустойчивого водного режима происходят колебания площади зеркала и глубины водоема.
Берега пологие, заболоченные в южной части, где находятся солончаки, остальные берега покрыты лесостепной растительностью. Прибрежная растительность представлена камышом и тростником. Озеро является местом гнездования многих водоплавающих птиц. 
На берегу имеется база отдыха, но населённые пункты отсутствуют. Ближайшие поселения на востоке: село Буланово и деревня Барсучье. К западу лежит урочище Картабыз.
В озере Картабыз обитают карась, карп, чебак, лещ, окунь. Рыбалка платная, по путёвкам.